# Bocydium sphaerulatum
Bocydium sphaerulatum (лат.) — вид горбаток рода Bocydium из подсемейства Stegaspidinae (Membracidae).

## Распространение
Неотропика.

## Описание
Мелкие равнокрылые насекомые (около 5 мм) с большим разветвлённым спинным отростком на груди. От близких видов отличается следующими признаками: боковая луковица (шаровидное вздутие) при взгляде сбоку заметно меньше передней, удлинённая и веретеновидная; передние ветви загнуты вниз при виде сбоку ножка передней ветви длиннее передней луковицы при виде сверху; центральная дорсальная ножка переднеспинки перпендикулярна оси тела при виде сбоку, не наклонена назад; боковая ветвь переднеспинки медиально расширена в одиночный луковидный выступ-вздутие, который может быть веретеновидным, эллипсовидным или сферическим (всего их четыре); передняя луковица заметно меньше боковой; передние луковицы стебельчатые. Дорсальная вершина центральной ножки переднеспинки расширена в луковидный выступ.